# Téléphérique de Monteviasco
Le téléphérique de Monteviasco est une remontée mécanique de type 2S qui relie les villages de Monteviasco et Ponte di Piero, dans la commune italienne de Curiglia con Monteviasco, en province de Varèse. 
Inauguré en 1989, ce téléphérique sert à la fois au tourisme, mais surtout elle est le seul moyen transport en commun au service des habitants de Monteviasco, seul village de la province de Varèse pas desservi par des routes ou des chemins de fer.

## Description de la ligne
La gare aval est située à 543 mètres d'altitude, au point terminal de la route "strada provinciale 6 di Val Dumentina".
La ligne présente une longueur de 981 mètres et une dénivelée de près de 400 mètres, avec un pylône de soutien à la moitié de la ligne.
La gare amont est située à 943 mètres d'altitude à proximité du village de Monteviasco; cette gare abrite la partie motrice de l'installation.